# Myrmarachne giltayi
Myrmarachne giltayi là một loài nhện trong họ Salticidae.
Loài này thuộc chi Myrmarachne. Myrmarachne giltayi được Carl Friedrich Roewer miêu tả năm 1965.